# Bessans
Cet article possède des paronymes, voir Bessan et BEESAN.
Bessans est une commune française située dans le département de la Savoie, en région Auvergne-Rhône-Alpes.

## Géographie

### Situation
Situé à 35 kilomètres au nord-est de Modane sur le haut-plateau mauriennais à 1 750 mètres d'altitude, le village de Bessans est placé dans un large fond de vallée ; à la suite de l'effondrement de la montagne en aval de Bessans, un lac de barrage glaciaire s'est constitué, où les dépôts sédimentaires successifs ont créé une vaste plaine d'altitude.
Entouré de sommets à plus de 3 000 mètres et de glaciers, Bessans se situe ainsi dans un environnement de haute montagne aux caractéristiques physiques renforcées par :
- un enneigement de novembre à avril ;
- un ensoleillement régulier ;
- un froid prolongé jusqu'au printemps.

### Communes limitrophes
|           | Val-d'Isère   | Bonneval-sur-Arc |
|           | Bessans       | Barmes (Italie)  |
| Val-Cenis | Susa (Italie) | Ussel (Italie)   |

### Hydrographie
Le village est traversé par la rivière l'Arc.

### Activités sportives
Bénéficiant d'un vaste domaine dans un cadre paysager de hauts sommets englacés, sa position a permis le développement d'activités sportives de tout niveau aussi bien l'hiver que l'été : ski de fond, ski alpin, ski de randonnée, randonnées pédestres dans les vallées de l'Avérole et du Ribon, alpinisme et escalade, chien de traîneaux...
La commune s'avère notamment propice à la pratique des activités nordiques, avec un plan peu incliné, idéal pour le ski de fond,renforcé par un investissement durable de la commune dans cette activité.
Chaque année en janvier, a lieu le marathon international de Bessans. La commune de Bessans abrite un stade international de biathlon été / hiver, dont les caractéristiques permettent à l'équipe de France de ski de fond et aux équipes de Biathlon de différentes nations d'y effectuer des stages d'entraînement chaque saison.
Le ski de randonnée bénéficie également de conditions favorables, notamment dans la vallée de l'Avérole. Des courses de tous niveaux y sont organisées.
L'ascension de glaciers (l'Albaron, le Grand Fond, les Grandes Pareis, le Baounet...), des possibilités de boucles, la découverte du sommet le plus haut de la Maurienne (le Charbonnel, 3 752 m), du glacier des Évettes ou de la vallée du Ribon font aussi partie des activités pouvant être pratiquées dans les environs du village.

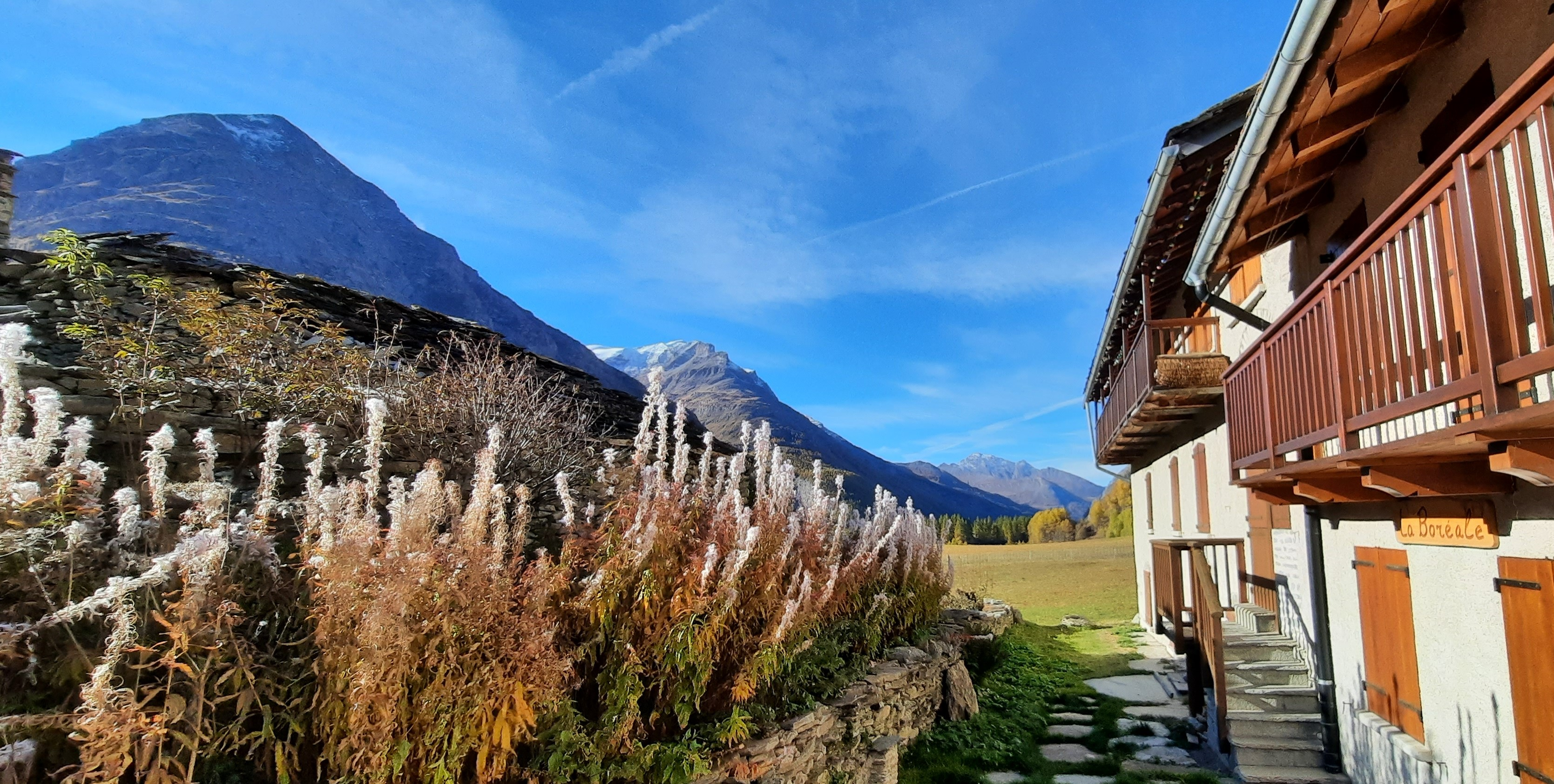
Village de Bessans

### Climat
Pour des articles plus généraux, voir Climat d'Auvergne-Rhône-Alpes et Climat de la Savoie.
En 2010, le climat de la commune est de type climat de montagne, selon une étude du Centre national de la recherche scientifique s'appuyant sur une série de données couvrant la période 1971-2000. En 2020, Météo-France publie une typologie des climats de la France métropolitaine dans laquelle la commune est exposée à un climat de montagne ou de marges de montagne et est dans la région climatique Alpes du nord, caractérisée par une pluviométrie annuelle de 1 200 à 1 500 mm, irrégulièrement répartie en été.
Pour la période 1971-2000, la température annuelle moyenne est de 5,3 °C, avec une amplitude thermique annuelle de 17,7 °C. Le cumul annuel moyen de précipitations est de 836 mm, avec 8,2 jours de précipitations en janvier et 8,3 jours en juillet. Pour la période 1991-2020, la température moyenne annuelle observée sur la station météorologique installée sur la commune est de 4,1 °C et le cumul annuel moyen de précipitations est de 847,2 mm,. Pour l'avenir, les paramètres climatiques de la commune estimés pour 2050 selon différents scénarios d'émission de gaz à effet de serre sont consultables sur un site dédié publié par Météo-France en novembre 2022.
| Mois                                  | jan.           | fév.           | mars           | avril         | mai            | juin          | jui.            | août            | sep.          | oct.           | nov.             | déc.           | année     |
| ------------------------------------- | -------------- | -------------- | -------------- | ------------- | -------------- | ------------- | --------------- | --------------- | ------------- | -------------- | ---------------- | -------------- | --------- |
| Température minimale moyenne (°C)     | −10,7          | −10,6          | −6,4           | −2            | 2,4            | 5,6           | 7,3             | 7,3             | 3,8           | 0              | −5               | −9,2           | −1,5      |
| Température moyenne (°C)              | −6,4           | −5             | −0,6           | 3,4           | 8,2            | 12,2          | 14,3            | 14,1            | 9,9           | 5,5            | −0,9             | −5,5           | 4,1       |
| Température maximale moyenne (°C)     | −2,2           | 0,7            | 5,3            | 8,8           | 14             | 18,8          | 21,4            | 20,9            | 16            | 11             | 3,2              | −1,7           | 9,7       |
| Record de froid (°C) date du record   | −31 12.01.1987 | −29 10.02.1986 | −25,8 01.03.05 | −16 03.04.22  | −12 05.05.1991 | −3,5 01.06.06 | −0,7 13.07.1993 | −2,9 29.08.1989 | −5,3 15.09.17 | −14,4 25.10.03 | −23,2 23.11.1988 | −25 24.12.1986 | −31 1987  |
| Record de chaleur (°C) date du record | 10,6 09.01.15  | 12,6 27.02.19  | 15,3 17.03.04  | 20,7 24.04.07 | 26,6 29.05.01  | 31,5 27.06.19 | 30,5 07.07.15   | 30,6 19.08.12   | 26,8 05.09.06 | 23,8 01.10.23  | 16,2 08.11.15    | 9,3 03.12.06   | 31,5 2019 |
| Précipitations (mm)                   | 62,7           | 53,2           | 55,4           | 68,8          | 89,8           | 76,3          | 55,3            | 69,4            | 67,4          | 77,7           | 95,3             | 75,9           | 847,2     |

## Urbanisme

### Typologie
Au 1er janvier 2024, Bessans est catégorisée commune rurale à habitat dispersé, selon la nouvelle grille communale de densité à sept niveaux définie par l'Insee en 2022.
Elle est située hors unité urbaine et hors attraction des villes,.

### Occupation des sols
L'occupation des sols de la commune, telle qu'elle ressort de la base de données européenne d’occupation biophysique des sols Corine Land Cover (CLC), est marquée par l'importance des forêts et milieux semi-naturels (98,6 % en 2018), en diminution par rapport à 1990 (99,4 %). La répartition détaillée en 2018 est la suivante : 
espaces ouverts, sans ou avec peu de végétation (64,4 %), milieux à végétation arbustive et/ou herbacée (30,2 %), forêts (4 %), prairies (0,8 %), zones agricoles hétérogènes (0,4 %), zones urbanisées (0,2 %).
L'IGN met par ailleurs à disposition un outil en ligne permettant de comparer l’évolution dans le temps de l’occupation des sols de la commune (ou de territoires à des échelles différentes). Plusieurs époques sont accessibles sous forme de cartes ou photos aériennes : la carte de Cassini (XVIIIe siècle), la carte d'état-major (1820-1866) et la période actuelle (1950 à aujourd'hui).

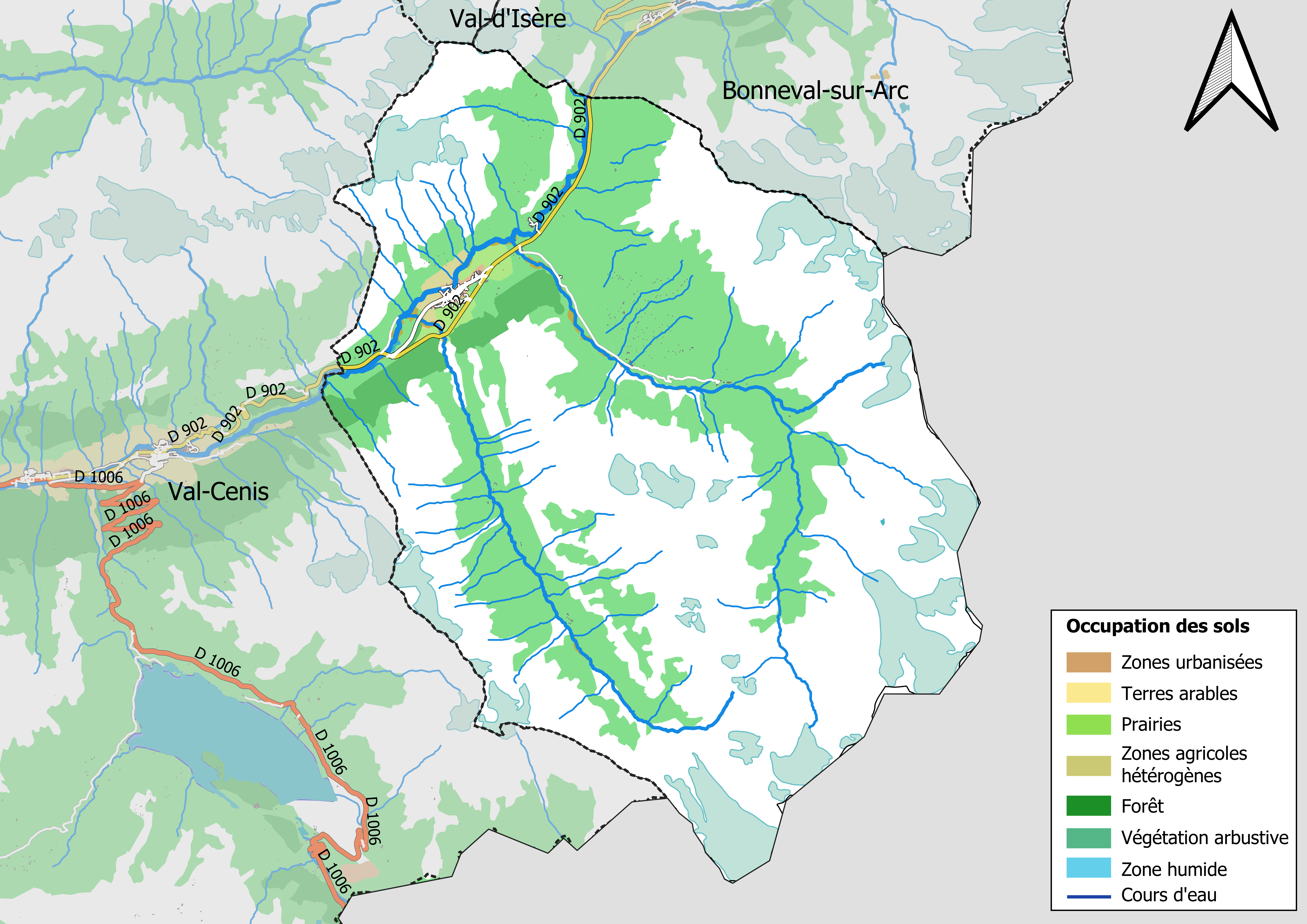
Carte des infrastructures et de l'occupation des sols en 2018 (CLC) de la commune.
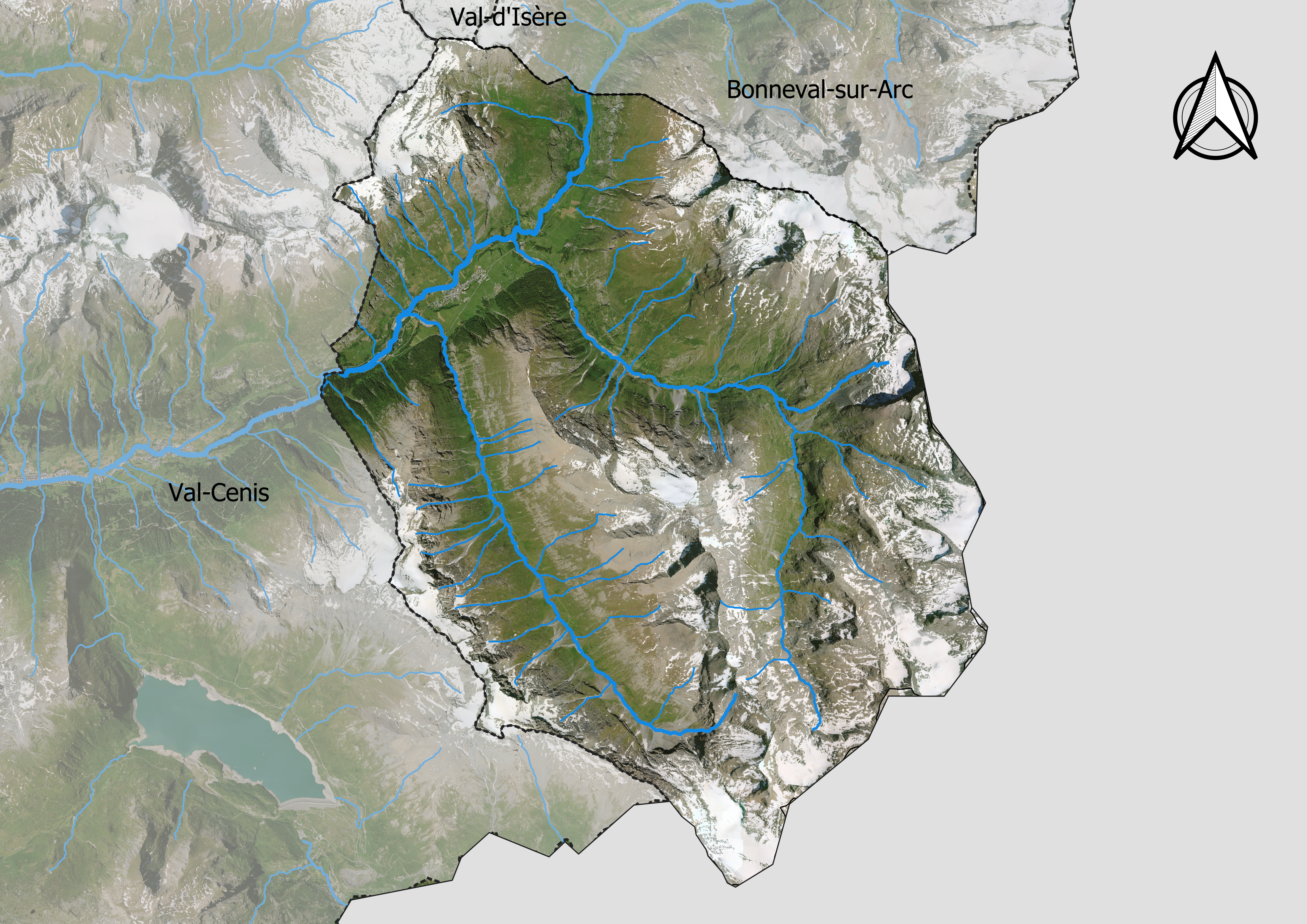
Carte orthophotogrammétrique de la commune.

## Toponymie
Le toponyme Bessans, selon le chanoine Gros, aurait pu provenir, comme pour la ville de Bessan dans l'Hérault, du patronyme d'un certain Bessius, qui aurait donné Bessianum, Bessianum. Henry Suter reprend également cette version du dérivé d'un nom d'un domaine gallo-romain *Bessianum, dérivé du gentilice Bessius. Toutefois, le chanoine savoyard indique que le suffixe -anum est assez rare dans la région. Adolphe Gros considère que, comme pour les communes voisines, le nom pourrait dériver d'un patronyme d'origine gallo-romaine, Bessianus, Bessan.
Le village d'altitude est mentionné dès le début du XIIIe siècle et au cours des XIVe siècle et XVIe siècle, sous la forme Bezano (1242, 1245, 1322, 1513). C'est notamment le cas avec un certain Johannis de Bezano en 1242, d'après Dominico Carutti, Regesta Comitum Sabaudiæ, (p. 336). Au début du XIVe siècle, on trouve la forme Terra Beczani en 1310 (d'après l'Académie de la Val d'Isère), les mentions Apud Beczanuml et Locus Beciani lors d'une visite pastorale de 1444,. La forme Bessans se trouve en 1444 dans la mention du mandement de Bessans, toujours lors de la même visite pastorale.
En francoprovençal, le nom de la commune s'écrit Bèssanse (graphie de Conflans) ou Bèssans (ORB).

## Histoire
L'Art rupestre est très répandu dans le Parc national de la Vanoise, avec en particulier l'important corpus des gravures rupestres du Grand roc noir, sur les communes de Bessans, Termignon, Lanslebourg et Lanslevillard.

### Premiers hommes
L'occupation de la haute-vallée de la Maurienne remonte au Néolithique avec l'installation des premiers hommes avec le recul de glacier. Des peintures rupestres — 7 à 8 cerfs peints à l’ocre rouge —, dont la datation reste « conjecturale », ainsi que de nombreux objets ont été découverts au niveau de Villaron, peu avant Bonneval, sur et à proximité d'un grand rocher, appelé « le Rocher du Château »,.

### Moyen Âge
Au VIIIe siècle, de nouveaux habitants semblent s'installer dans la vallée de Bessans et qu'on assimile aux Sarrasins. Henri Onde rappelle que l'existence de toponymes comme « mines des Sarrasins » à Bonneval, « rocher (ou mur) des Sarrasins » à Lanslevillard, « grotte des Sarrasins » à Bramans ou encore la « Mine des Sarrasins » à Fréjus « rentrent dans la catégorie de ces vestiges d'occupation humaine de date inconnue auxquels l'imagination populaire a accolé un nom rendu fameux, dans le folklore du Moyen Âge, par les croisades d'Orient et d'Espagne ». Il explique ainsi la méfiance entre les habitants de Bonneval et de Bessans. Les Bonnevalains « [regardent les Bessanais] comme des descendants des Sarrasins et affirment, en ce qui les concerne, que leur village a été fondé par des montagnards du Val de Rhême venus primitivement exploiter les pâturages dans le haut bassin de l'Arc. ». On retrouve cette animosité entre les deux communautés plus tard au cours de l'histoire, elle est d'ailleurs relevée par l'Intendant de Maurienne qui note en 1759 cette « vieille et forte antipathie ».

### Époque moderne
En 1532, l'évêque de Maurienne détache Bonneval de la paroisse de Bessans,.

### Époque contemporaine
Lors de l'annexion du duché de Savoie par les troupes révolutionnaires françaises en 1792, la vallée de la Maurienne appartient au département du Mont-Blanc. La commune de Bessans est rattachée administrativement au canton de Lanslebourg, au sein du district de Saint-Jean-de-Maurienne. Lors de la réforme administrative de 1798 et la création du nouveau département du Léman, la situation de rattachement administrative de Bessans ne change pas. Henri Onde rappelle que durant cette occupation, les administrateurs du nouveau département du Mont-Blanc décrivaient les habitants comme « de taille moyenne, solidement charpentés, aux yeux vifs, ordinairement bruns, d'une intelligence plus qu'ordinaire, actifs, audacieux, semblent former un type à part en Maurienne ».
En représailles d'une embuscade des partisans ayant tué 19 soldats allemands, ces derniers incendient le village le 13 septembre 1944, détruisant plus de 140 maisons dont la poste et l'hôtel de ville. Ils seront finalement délogés de la commune par la résistance après avoir perdu une cinquantaine d'hommes.

## Politique et administration

### Jumelages
- Bessan (France)

Bessan est une ville de l'Hérault dont le nom est proche. Le jumelage a été signé par les deux maires le 6 août 2017 lors de la fête de Saint-Laurent à Bessan, puis ratifié une seconde fois dans la commune savoyarde cette fois, pendant la fête traditionnelle du 15 août 2017.

## Population et société

### Démographie
L'évolution du nombre d'habitants est connue à travers les recensements de la population effectués dans la commune depuis 1793. Pour les communes de moins de 10 000 habitants, une enquête de recensement portant sur toute la population est réalisée tous les cinq ans, les populations de référence des années intermédiaires étant quant à elles estimées par interpolation ou extrapolation. Pour la commune, le premier recensement exhaustif entrant dans le cadre du nouveau dispositif a été réalisé en 2008.

En 2022, la commune comptait 352 habitants, en évolution de +2,03 % par rapport à 2016 (Savoie : +3,63 %, France hors Mayotte : +2,11 %).
| 1793  | 1800 | 1806 | 1822 | 1838  | 1848  | 1858 | 1861 | 1866 |
| ----- | ---- | ---- | ---- | ----- | ----- | ---- | ---- | ---- |
| 1 084 | 890  | 799  | 959  | 1 100 | 1 191 | 937  | 982  | 924  |

| 1872 | 1876  | 1881 | 1886  | 1891 | 1896 | 1901 | 1906 | 1911 |
| ---- | ----- | ---- | ----- | ---- | ---- | ---- | ---- | ---- |
| 965  | 1 002 | 960  | 1 110 | 987  | 946  | 856  | 821  | 800  |

| 1921 | 1926 | 1931 | 1936 | 1946 | 1954 | 1962 | 1968 | 1975 |
| ---- | ---- | ---- | ---- | ---- | ---- | ---- | ---- | ---- |
| 810  | 750  | 768  | 777  | 758  | 381  | 297  | 514  | 246  |

| 1982 | 1990 | 1999 | 2006 | 2008 | 2013 | 2018 | 2022 | - |
| ---- | ---- | ---- | ---- | ---- | ---- | ---- | ---- | - |
| 273  | 303  | 311  | 334  | 341  | 333  | 360  | 352  | - |

### Manifestations culturelles et festivités
- Foire artisanale : 3e dimanche de septembre.
- Fête patronale : 24 juin ; communale : 15 août.
- Pèlerinages : à la chapelle de Tierce (2 973 m), le 16 juillet ; à Notre-Dame-de-Rochemelon (la plus haute chapelle d'Europe[29], 3 538 m), le 5 août.
- Le Marathon de Bessans en janvier, compétition de masse de ski de fond, inscrite à l'Euroloppet depuis 2008.
- Crèche vivante de Bessans, le 24 décembre, et arrivée des Rois Mages autour de l'épiphanie : plus de 50 Bessanais accompagnés de l'âne, du bœuf, et d'un bouc, proposent les plus vieux textes et chants des Noëls bessanais (écrits à partir de 1650). Une grotte creusée dans la neige accueille Marie, Joseph et l'enfant Jésus.

## Économie
- Carrières de serpentine (en sommeil depuis 50 ans, mais elles ont fourni des « haches cérémonielles » déjà au néolithique, retrouvées à plus de 200 km de Bessans).
- Agriculture : pâturages, élevage d'ovins. Coopérative laitière. Visite de la fromagerie : fabrication de la Tomme et du Beaufort (le matin).

### Tourisme
Bessans est une commune touristique d'été et d'hiver, avec notamment une station de sports d'hiver, permettant différents sports.
En 2014, la capacité d'accueil de la commune/station, estimée par l'organisme Savoie-Mont-Blanc, est de 3 953 lits touristiques répartis dans 611 structures. Les hébergements se répartissent comme suit : 176 meublés classés, une résidence de tourisme, trois hôtels, deux structures d'hôtellerie de plein air, un centre ou village de vacances/Maison familiale, trois gîtes ou gîtes d'étape et une chambre d'hôtes.

#### Station de sports d'hiver
Le domaine skiable monte jusqu'à 1 800 m.
Présence d'une école du ski français.
Le domaine de ski nordique est réputé pour son très bon enneigement, lié à son altitude particulièrement élevée.

#### Autres activités
- Visites guidées des chapelles et de l'église.
- Roches d'escalade : rocher de la Barmette ; rocher école des Drailles Blanches ; falaise de la Balme Noire.
- Pêche, chasse.
- Sentier balisé botanique et faune.
- Centre d'ascensions et d'excursions, chalets, refuges. Folklore, costume local. Artisanat (bois sculpté).

## Culture locale et patrimoine

### Lieux et monuments
La commune possède des traces de peintures rupestres remontant au néolithique, que l'on peut observer au lieu-dit « Rocher du Château ».
L'église Saint-Jean-Baptiste, de style baroque.
La chapelle Saint-Antoine possède une « précieuse galerie de peintures murales [...] », analysée par le peintre-verrier et archéologue Lucien Bégule et faisant l'objet d'une étude La peinture décorative en Savoie. Les peintures murales des chapelles Saint-Sébastien et Saint-Antoine à Lanslevillard et Bessans (Maurienne), présentée à l'Académie des sciences, belles-lettres et arts de Lyon, lors de sa séance le 25 juin 1918.

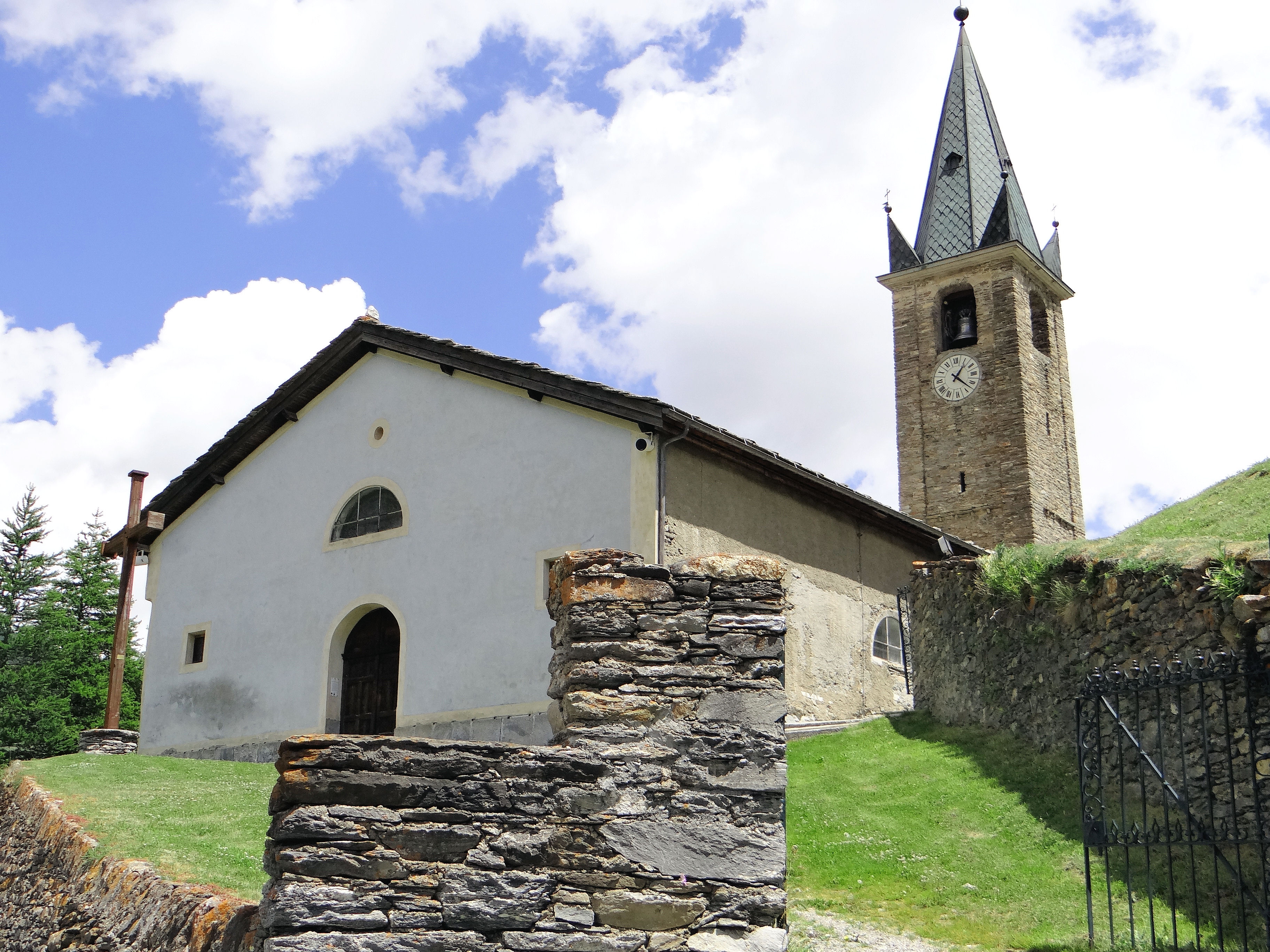
L'église Saint-Jean-Baptiste, vue extérieure d'ensemble.
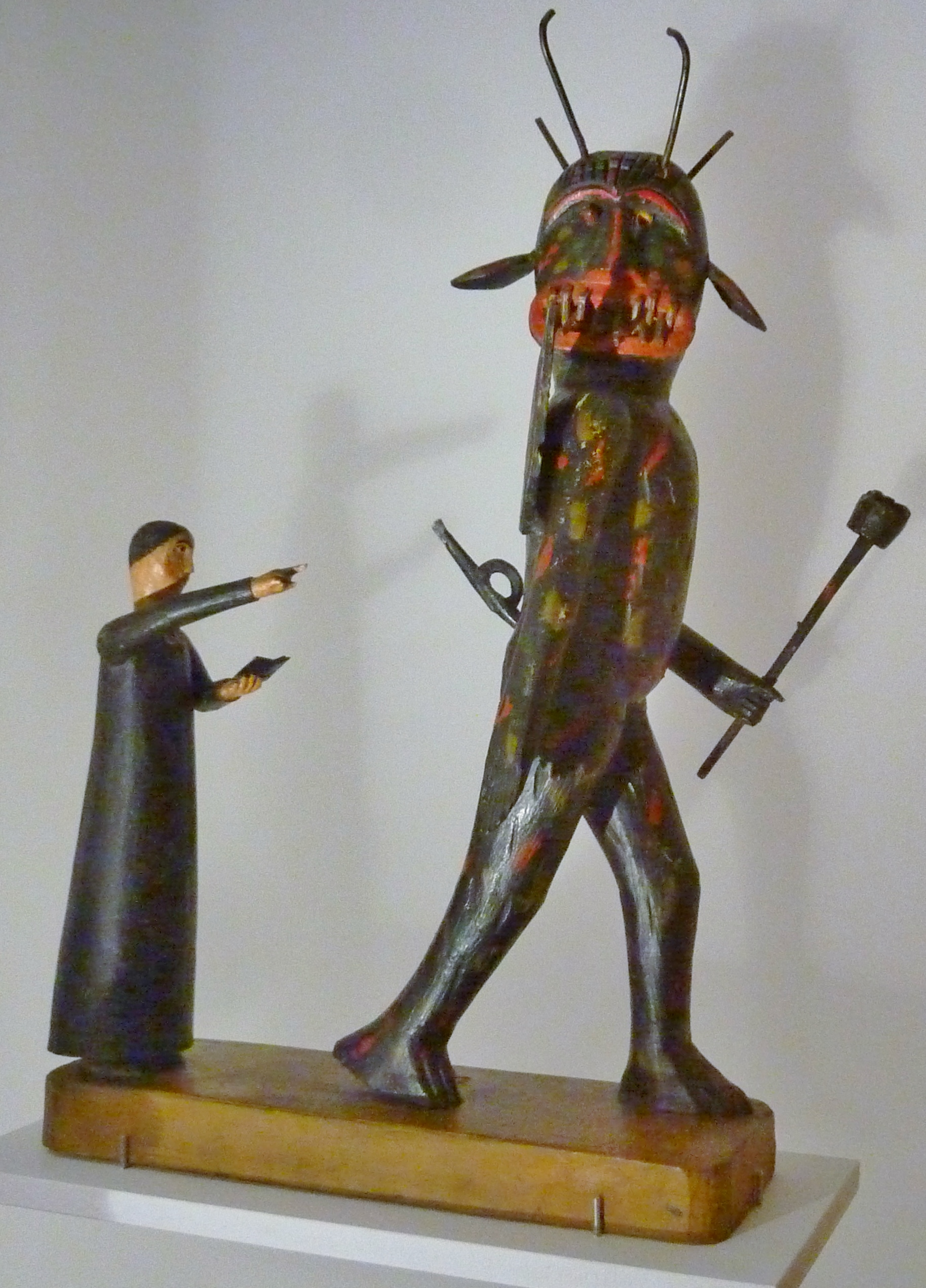
Prêtre chassant le diable (église de Bessans, fin XIXe siècle).
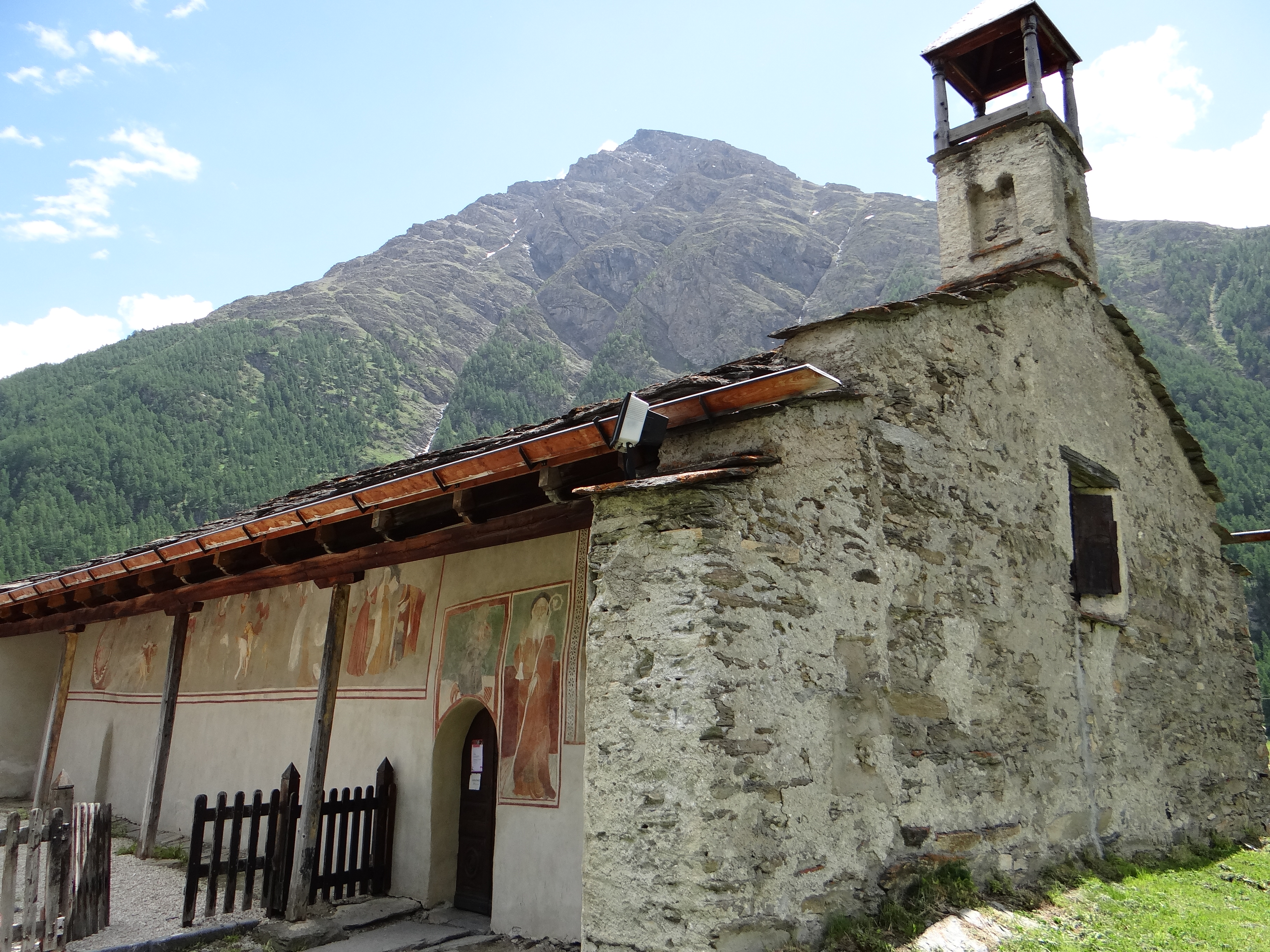
La chapelle Saint-Antoine, vue extérieure d'ensemble.
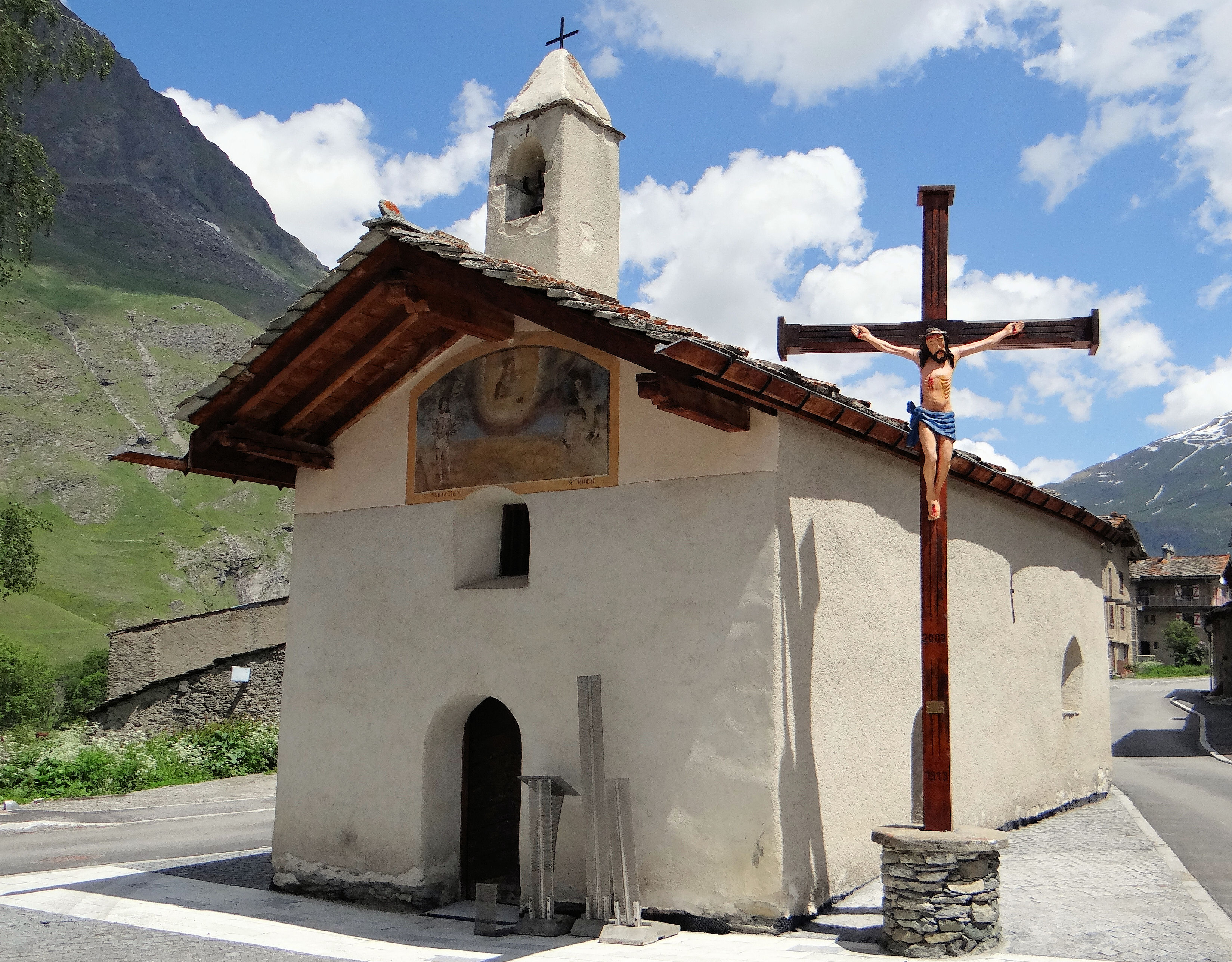
La chapelle Saint-Sébastien, vue extérieure d'ensemble.

#### Pont de Bessans

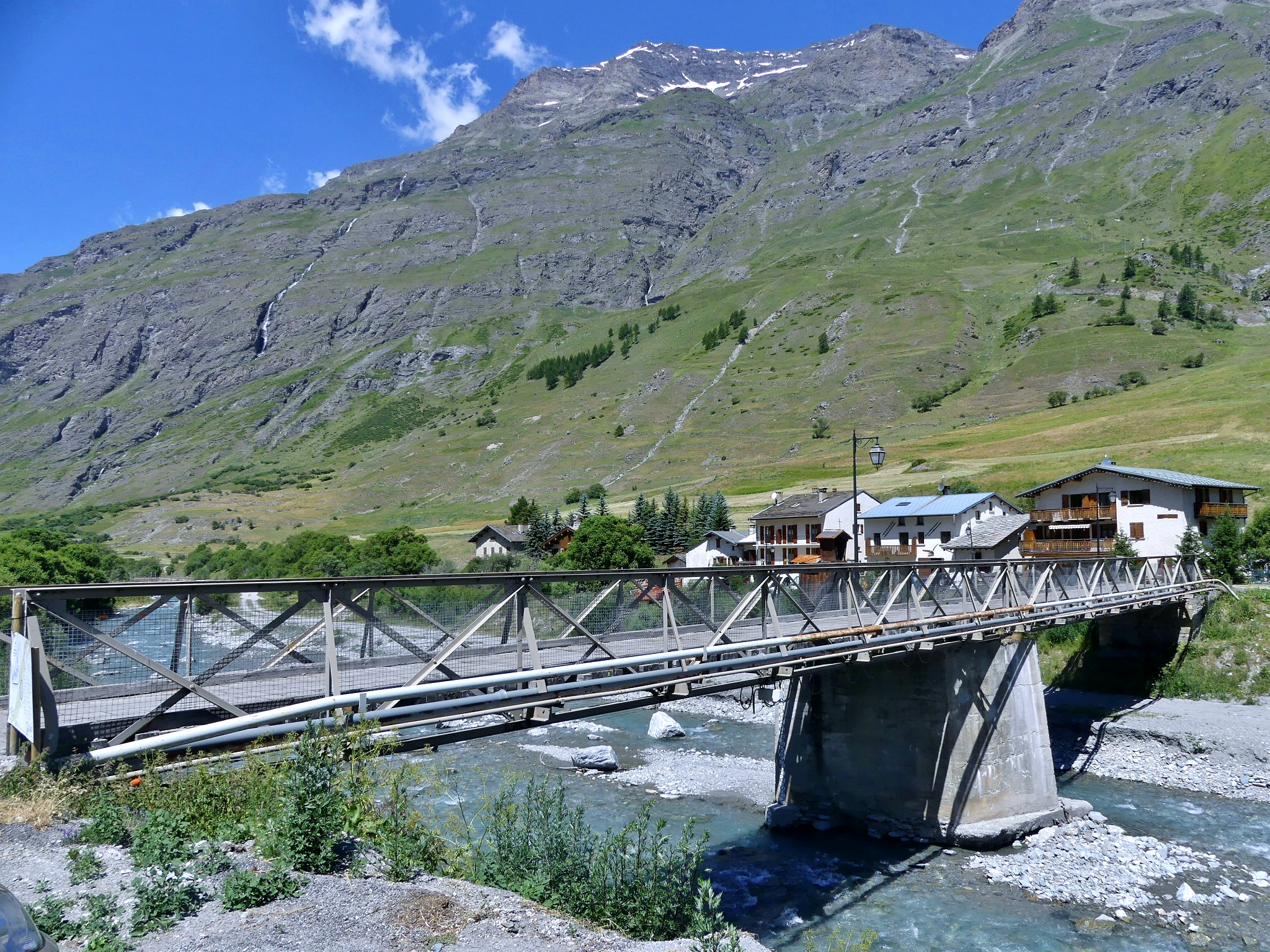
Le pont de Bessans sur l'Arc.

Le pont sur l'Arc est le dernier pont construit à Bessans après la destruction par des crues de plusieurs ponts précédents, le plus ancien connu étant le « pont des Sarrazins », cité en 1522 (alors situé 200 mètres en aval et supposément détruit lors de la crue de 1680). Construit à la suite de la crue du 13 juin 1957, le pont actuel est un « pont Bailey » composé de planches et d'armatures métalliques. Il possède en son centre un oratoire dédié à sainte Barbe, une tradition sur le pont de l'Arc dont la première mention date de 1806, mais qui ne fut de nouveau respectée qu'à partir de 1970 lorsque l'abbé Ponce fait réaliser un oratoire avant d'y installer la statuette conservée à la chapelle Saint-Jean-Baptiste.

#### Le Diable de Bessans

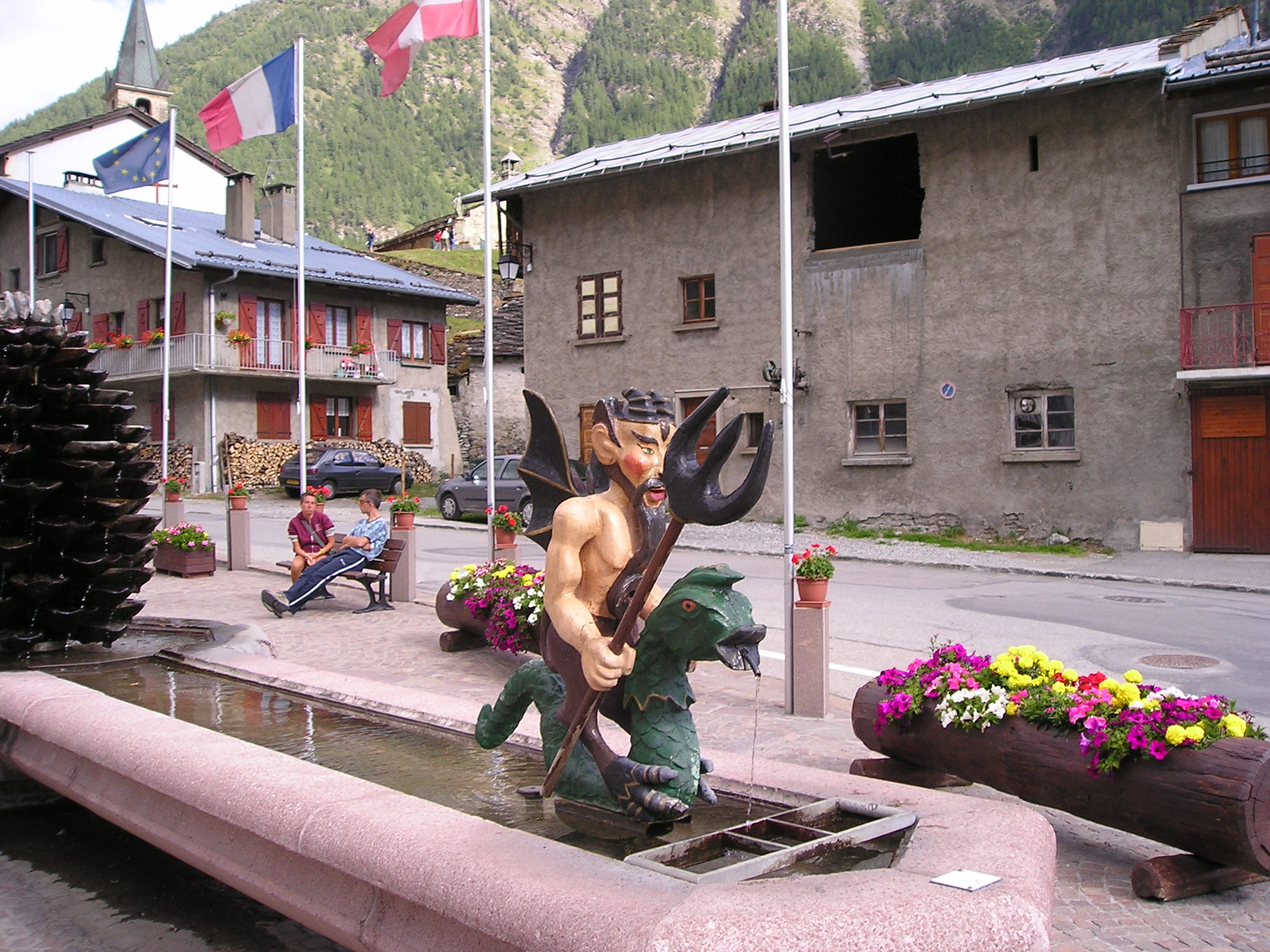
Diable de Bessans, sur la place du village.

Une légende locale raconte que les habitants de Bessans, désireux de reconstruire leur pont sur l'Arc emporté au cours d'une crue, confient la tâche à un entrepreneur. Celui-ci, se rendant compte qu'il lui sera difficile de tenir son engagement dans le temps imparti, conclu à contre-cœur un marché avec un étranger. Ce pacte stipule que l'étranger se charge de la construction du pont en échange de l'entière propriété du premier être qui franchirait l'ouvrage. Une fois achevé, un berger se réjouit de pouvoir franchir à nouveau le torrent et engage son troupeau de chèvres sur le pont. L'étranger posté sur l'autre rive voit s'avancer vers lui les animaux, ce qui le contrarie fortement car il espérait qu'un humain franchirait en premier le pont mais le marché faisait mention d'un « être vivant » sans précision sur sa nature, ce qui contente fortement l'entrepreneur qui assiste à la scène. Au sein du troupeau, un bouc qui détecte chez l'étranger sa nature malicieuse le charge et l'encorne si violemment que ses propres cornes ressortent sur son front et font également ressortir celles de l'étranger, désormais affublé de deux paires de cornes : le diable est démasqué et prend la fuite.
En 1857, les chantres de Bessans se voient refuser par le curé leurs repas annuels. Par petite vengeance, Étienne Vincendet, chantre, sculpte dans le bois une statuette de diable emportant un curé, et la dépose le soir devant la porte du presbytère. Le curé se doute de l'auteur, et rapporte l'objet devant la maison de Vincendet. Le manège aurait duré un mois, et le sculpteur se lasse le premier. Un touriste aperçoit l'œuvre et l'achète. Étienne Vincendet a sculpté également des centaines de statuettes de saints et de saintes, d'où son surnom d'« Étienne des Saints ». Son fils Pierre François va continuer la tradition. Plusieurs sculptures de diable emportant un curé, réalisées par Étienne Vincendet, sont exposées au Musée savoisien de Chambéry.
Aujourd'hui, le « diable » de Bessans figure sur la flamme postale du village et trône sur la place de la mairie à côté de la fontaine.

### Sites naturels

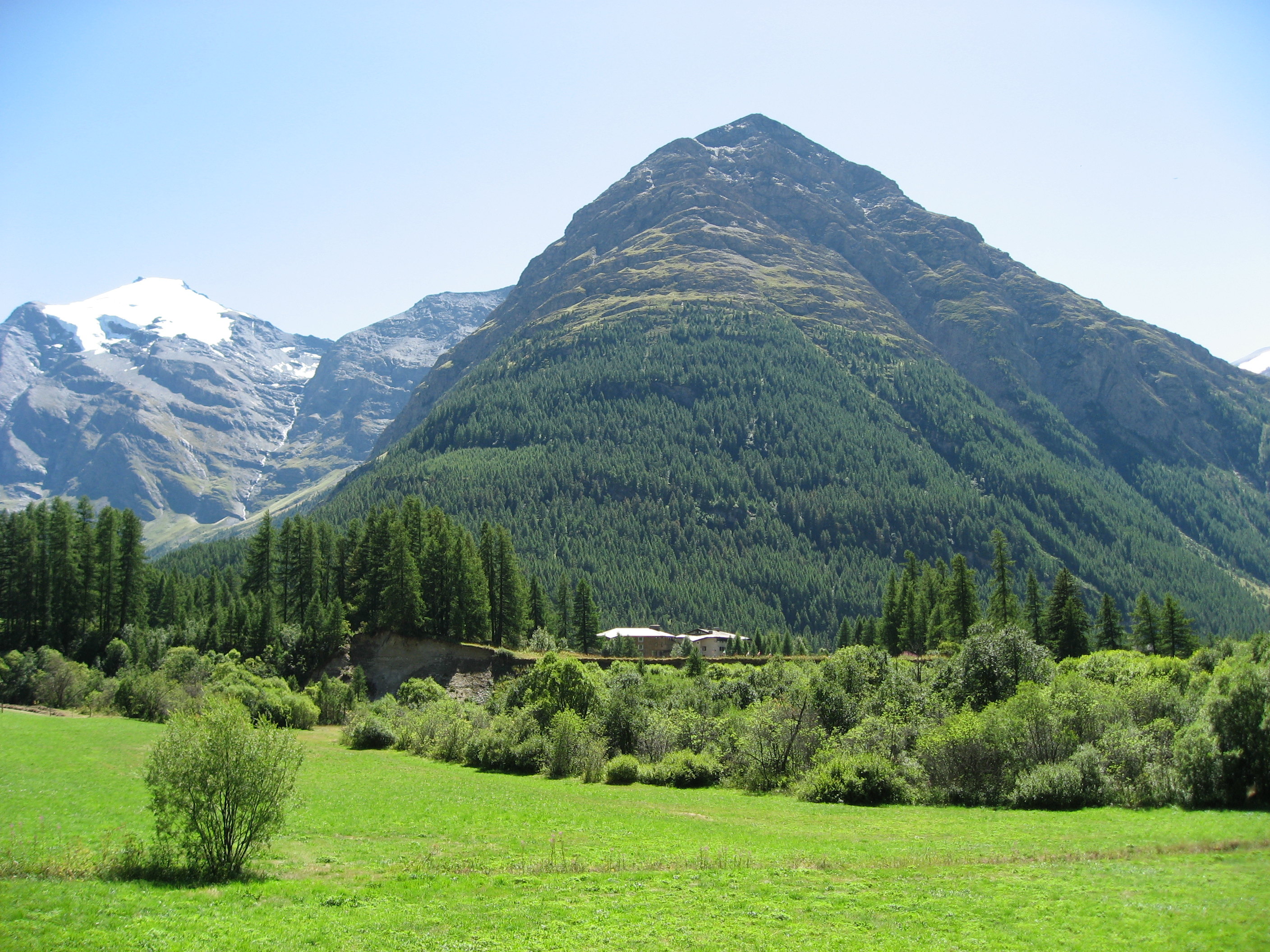
Vue sur la pointe de Tierce depuis Villaron au nord de Bessans.
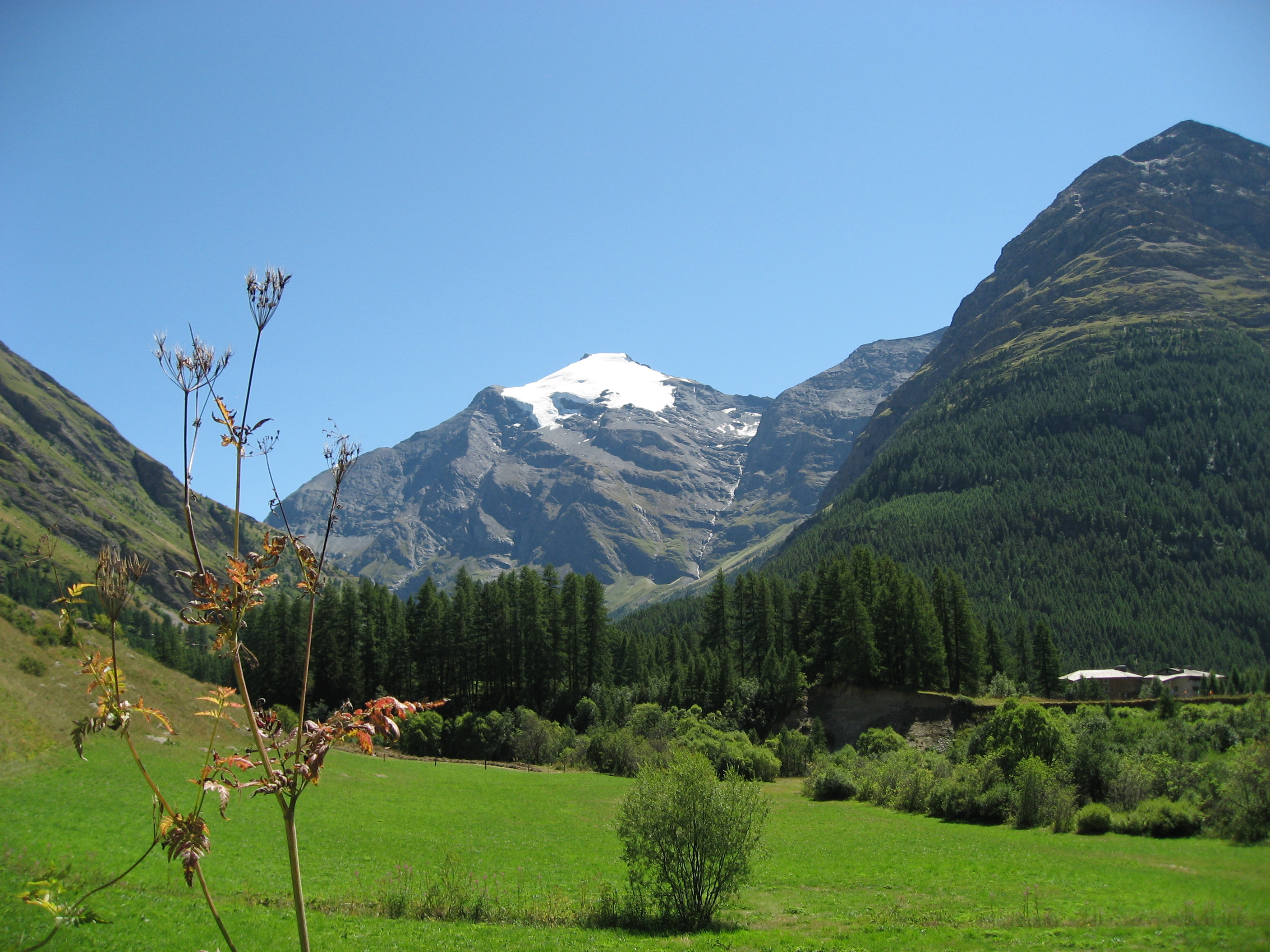
Vue sur la pointe de Charbonnel depuis Villaron au nord de Bessans.
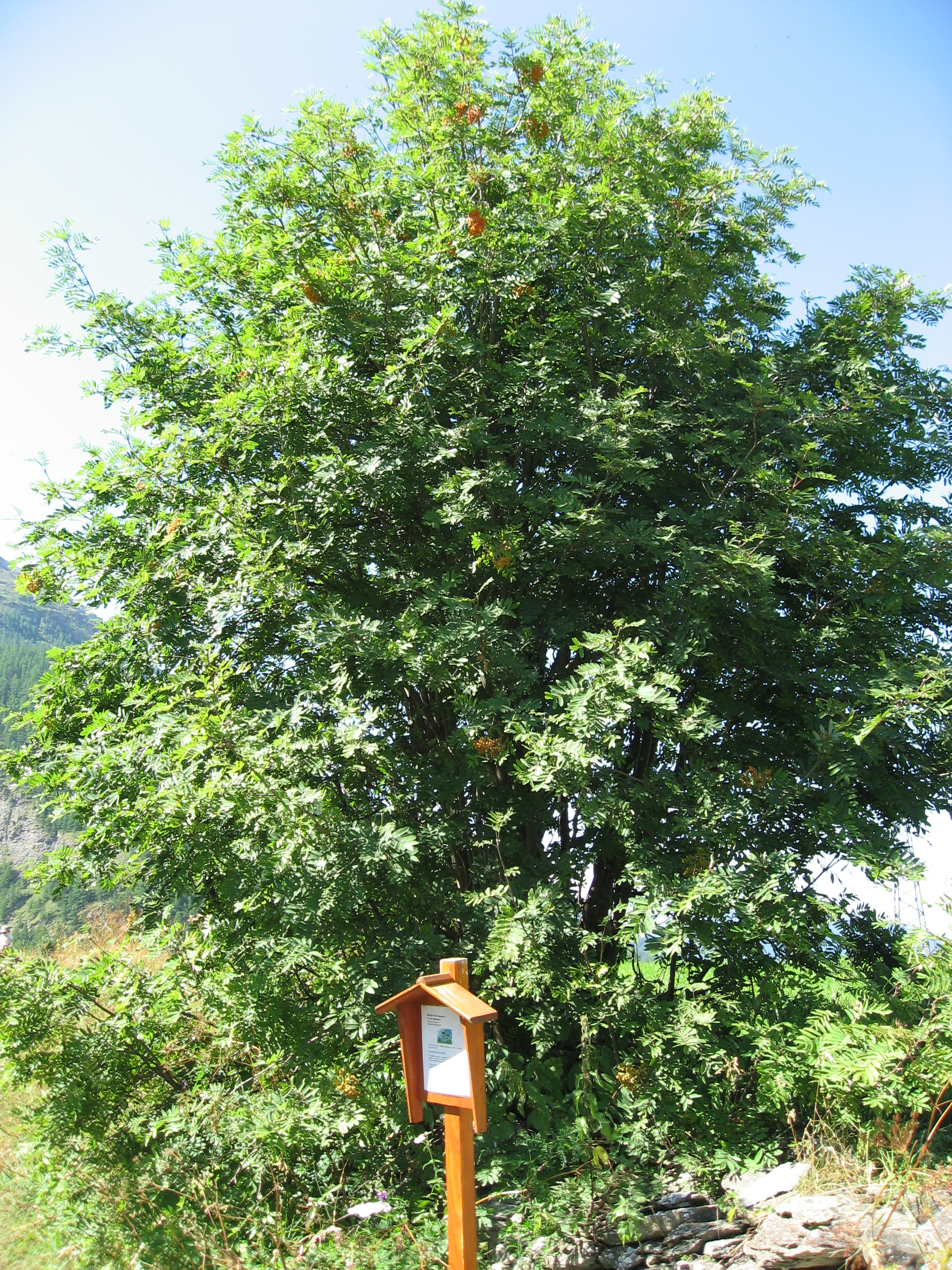
Sentier balisé botanique et faune.
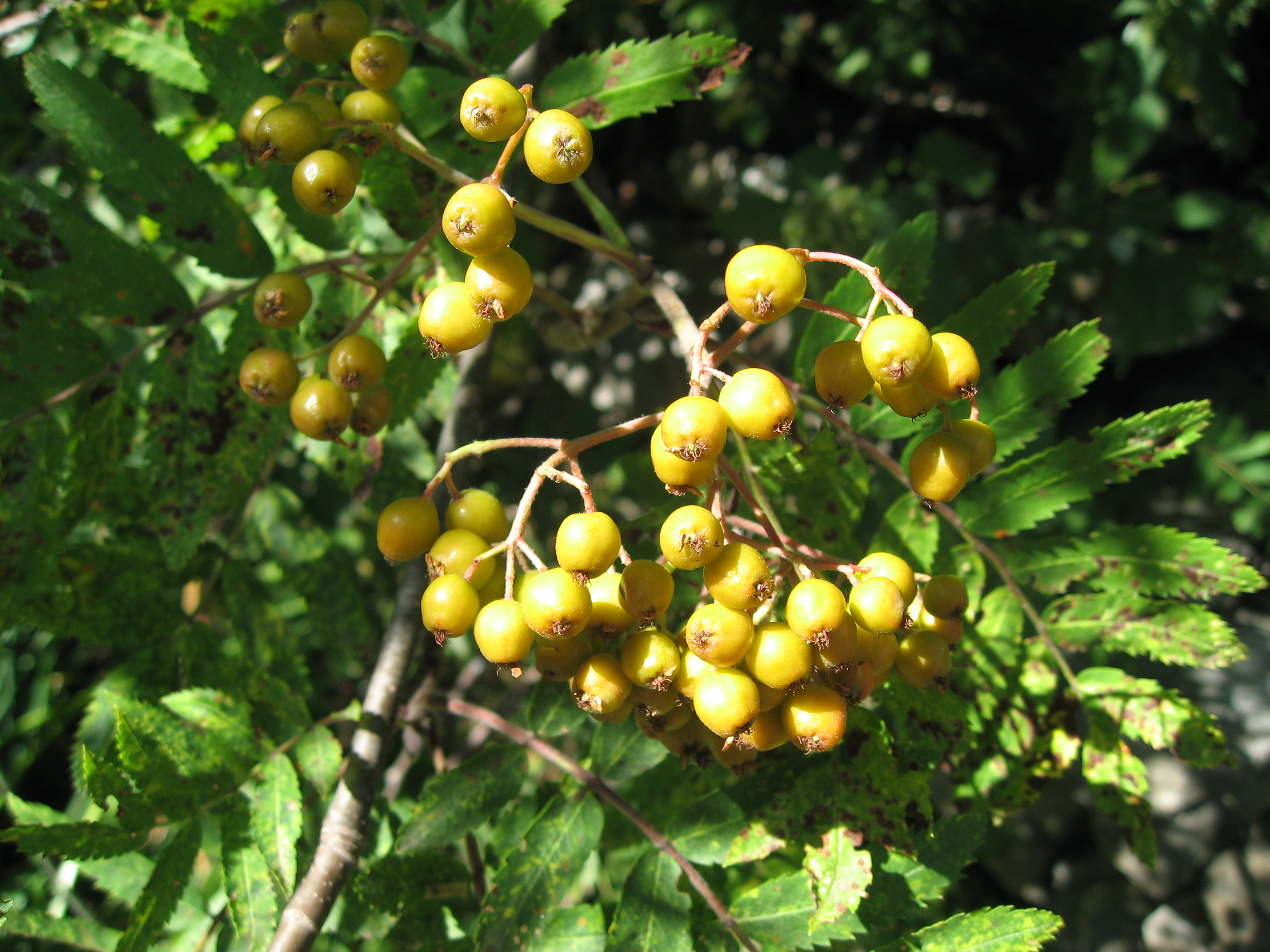
Sentier balisé botanique et faune.

### Personnalités liées à la commune
Le romancier Henry Bordeaux (1870-1963) est souvent venu à Bessans et y a placé le cadre de son roman La Maison morte.

### Sauvegarde du patrimoine
Depuis sa création en 1978, l'association baptisée "Bessans Jadis et Aujourd'hui" (BJA) œuvre pour la conservation et la promotion du patrimoine culturel bessanais.
L'association propose différentes actions telles que :
- La publication tous les 6 mois d'un numéro de revue dédié à un thème particulier[36]
- L'organisation tous les deux ans d'une exposition culturelle[réf. nécessaire].
- La sauvegarde du francoprovençal local, existant principalement sous forme orale[36], travaillant parfois en partenariat avec le Centre d'Etudes francoprovençales[réf. nécessaire].
- Le rassemblement d'archives et de témoignages d'habitants du village.

### Héraldique
| Blason de Bessans | Blason  | De sable au diable d’or accorné de quatre pièces, contourné et enfermé dans des flammes de gueules mises en croissant. |
| Blason de Bessans | Détails | Le statut officiel du blason reste à déterminer.                                                                       |